# Descendants 2
Descendants 2 är en amerikansk musikal/äventyr/fantasyfilm (TV-film) från 2017, producerad av och för Disney Channel. Filmen är en uppföljare till filmen Descendants från 2015. För regin ansvarar återigen Kenny Ortega, medan manuset återigen har skrivits av Josann McGibbon och Sara Parriott. Precis som i den förra filmen spelas de stora huvudrollerna av Dove Cameron, Cameron Boyce, Sofia Carson och Booboo Stewart. Bland de nyare skådespelarna i Descendants-serien märks China Anne McClain, som också innehar en huvudroll i filmen.
Filmen hade premiär på Disney Channel, Disney XD, Lifetime, Lifetime Movies, Freeform och ABC den 21 juli 2017.

## Rollista
| Karaktär           | Skådespelare        | Svensk röst      |
| ------------------ | ------------------- | ---------------- |
| Mal                | Dove Cameron        | Amelie Eiding    |
| Carlos             | Cameron Boyce       | Axel Karlsson    |
| Evie               | Sofia Carson        | Filippa Åberg    |
| Jay                | Booboo Stewart      | Ludvig Dietmann  |
| Ben                | Mitchell Hope       | Sam Molavi       |
| Jane               | Brenna D'Amico      | Dorothea Norling |
| Den goda fén       | Melanie Paxson      | Jennie Jahns     |
| Dude (Carlos hund) | Bobby Moynihan      | Göran Gillinger  |
| Harry Krok         | Thomas Doherty      | Adam Portnoff    |
| Gil                | Dylan Playfair      | Nicklas Berglund |
| Lonnie             | Dianne Doan         | Norea Sjöquist   |
| Chad Charming      | Jedidiah Goodacre   | Melker Duberg    |
| Doug               | Zachary Gibson      | Freddy Åsblom    |
| Dizzy Tremaine     | Anna Cathcart       | Lea Heed         |
| Odjuret            | Dan Payne           | Niklas Engdahl   |
| Belle              | Keegan Connor Tracy | Lina Hedlund     |
| Uma                | China Anne McClain  | Amanda Jennefors |

Övriga svenska röster: Jan Simonsson, Johan Lejdemyr och Maria Rydberg
- Svensk röstregissör: Johan Lejdemyr
- Översättare: Maria Rydberg
- Dubbningsstudio: SDI Media